# استریمونیکو
استریمونیکو، یک دهکده و شهری کوچک در سیرس، یونان است. از زمان اصلاحات دولت محلی در سال ۲۰۱۱، بخشی از شهرداری هراکلیون ، سیرس است. مساحت آن ۱۵۶٬۸۵۰ کیلومتر است. جمعیت آن در سال ۲۰۱۱ ۳٫۹۱۸ نفر اعلام شد. 